# Tapsony
Tapsony is een plaats (község) en gemeente in het Hongaarse comitaat Somogy. Tapsony telt 870 inwoners (2001).